# Малое Хантайское
Ма́лое Ханта́йское — озеро на юге полуострова Таймыр в Красноярском крае России. Является истоком правого притока Енисея реки Хантайка, соединено протокой с Хантайским озером. Площадь озера — 58 км², водосборная площадь — 401 км².

## Основные сведения
Малое Хантайское представляет собой систему соединённых протоками мелких водоёмов (озёра Арбакли, Неконда, Кончи, Делимакит, Тогоды). Общая площадь всей системы составляет около 70 км², урез воды на высоте 62 м НУМ.
Район озера расположен выше северного полярного круга, в климатической зоне тундр и лесотундр, повсеместного распространения вечной мерзлоты. Постоянных населённых пунктов нет, посёлок Делимакит.